# Governo da República da Abecásia
O Governo da República da Abecásia é a mais alta autoridade executiva e administrativa da parcialmente reconhecida, mas de facto independente, República da Abecásia.

## Poder Executivo
A República da Abecásia é chefiada pelo presidente, cargo ocupado desde o início de 2020 por Aslan Bzhania, que é apoiado pelo vice-presidente (Badr Gunba, empossado junto com Bzhania). Eles são servidos por um gabinete de ministros, chefiado por um primeiro-ministro, cargo atualmente ocupado por Alexander Ankvab.

### Gabinete de Ministros
O Gabinete de Ministros da República da Abecásia inclui o primeiro-ministro, vice-primeiros ministros, ministros e o chefe da administração do Gabinete de Ministros.
O Presidente da República pode incluir no Gabinete de Ministros os chefes de outros órgãos do governo central subordinados ao Gabinete de Ministros.
O primeiro-ministro, vice-primeiros-ministros, ministros, presidentes de comités estatais, chefes de outros órgãos do governo central são nomeados e demitidos pelo Presidente da República.

#### Gabinete atual
| Cargo                                                                          | Incumbente        |
| ------------------------------------------------------------------------------ | ----------------- |
| Primeiro-ministro                                                              | Alexander Ankvab  |
| Primeiro vice-primeiro-ministro                                                | Belsan Jopua      |
| Vice-primeiro-ministro                                                         | Belsan Jopua      |
| Chefe do Gabinete                                                              | Diana Pilia       |
| Ministro da Administração Interna                                              | Beslan Khagba     |
| Ministro da Saúde                                                              | Andzor Goov       |
| Ministro dos Negócios Estrangeiros                                             | Daur Kove         |
| Ministro da Cultura e da Preservação do Património Histórico e Cultural        | Elvira Arsalia    |
| Ministro da Defesa                                                             | Mirab Kishmaria   |
| Ministro da Educação e Ciência                                                 | Adgur Kakoba      |
| Ministro da Agricultura                                                        | Timur Eshba       |
| Ministro do Trabalho, Emprego e Segurança Soci                                 | Suren Kerselyan   |
| Ministro das Finanças                                                          | Amra Kvarandzia   |
| Ministro da Economia                                                           | Adgur Ardzinba    |
| Ministro da Justiça                                                            | Marina Pilia      |
| Ministro das Situações de Emergência                                           | Lev Kvitsinia     |
| Ministro dos Resorts e Turismo                                                 | Avtandil Gartskia |
| Ministro dos Impostos e Taxas                                                  | Rauf Tsimtsba     |
| Presidente do Comitê Estatal de Repatriação                                    | Vadim Kharazia    |
| Presidente do Comitê Estatal de Ecologia e Meio Ambiente                       | Saveli Chitanava  |
| Presidente do Comitê Estatal de Normas, Consumidor e Supervisão Técnica        | Erik Rshtuni      |
| Presidente do Comitê Aduaneiro do Estado                                       | Daur Kobakhia     |
| Presidente do Comitê Estatal de Gestão de Propriedade do Estado e Privatização | Konstantin Katsia |
| Presidente do Comitê Estatal de Política Juvenil                               | Alias Avidzba     |
| Presidente do Comitê Estatal de Cultura Física e Esportes                      | Bagrat Khutaba    |